# Мухина, Елена Фёдоровна
Мухина Елена Федоровна (род. 12 ноября 1954, Ярославль) — советский и российский художник, живописец. Член-корреспондент РАХ (2011). Заслуженный художник России (2011).

## Биография
Мухина Елена Фёдоровна родилась 12 ноября 1954 года в городе Ярославле, в семье художника Фёдора Вячеславовича Новотельнова (08.07.1928 — 19.03.2013).
Окончила Ярославское художественное училище, отделение «художник-оформитель» (1970—1974).
Работала в художественно-производственных мастерских при Ярославском отделении Художественного Фонда РСФСР.
Участник выставок с 1975 года, персональные — с 1996 года.
- Основатель благотворительного фонда КОЛО (1993)
- Член правления Ярославской организации «Союз художников России» (2000—2003)

Произведения представлены в частных коллекциях России, Великобритании, Германии, Франции, Японии, США, в художественных музеях городов Ярославля, Рыбинска, Норильска, Эксетера, Московском Музее современного искусства).

## Основные произведения
- Серии «Большие НЮ»;
- «Танец»;
- «Материнство»;
- «Музыка»;
- поэтические циклы "Читая Анну Ахматову, или «Большая любовь Давида Самойлова»;
- «Бабье лето»;
- «Баня».

## Награды и звания
- Медаль «За труды в культуре и искусстве» (6 августа 2025 года) — за вклад в развитие отечественной культуры и искусства, многолетнюю плодотворную деятельность[4].
- Заслуженный художник России (2 февраля 2011 года) — за заслуги в области изобразительного искусства[5];
- Член-корреспондент Российской академии художеств (Отделение живописи, с 2011 года);
- Член Союза художников СССР, России (1985);

Награды Российской академии художеств:
- Медаль «Достойному» РАХ (1999);
- Золотая медаль РАХ (2008)